# Louis-René-François Bienvenue
Pour les articles homonymes, voir Bienvenue.
Louis-René-François Bienvenue (29 janvier 1760, Plancoët - 4 avril 1835, Saint-Brieuc), est un magistrat et homme politique français.

## Biographie
Fils de François Hyacinthe Cajetan Bienvenüe, sieur de Colombel, receveur des domaines du Roy à Plancoët, et de Floriane Louise Marie Mareschal, il avait exercé à Saint-Brieuc la profession d'avocat, et les fonctions de juge de paix, et était vice-président du tribunal civil, quand il fut élu, le 14 mai 1815, représentant à la Chambre des Cent-Jours pour l'arrondissement de Saint-Brieuc, par 45 voix sur 81 votants et 184 inscrits. Il signa l'Acte additionnel, et se montra favorable au régime impérial. La seconde Restauration le priva de ses fonctions judiciaires.
Gendre de François-Joseph-Marie Couëssurel de La Brousse, il est le père de Paulin-Aldéric Bienvenue et le grand-père de Fulgence Bienvenüe.

## Pour approfondir